# Sâi
Sâi, alte Schreibweise Sîi [ˈsɨi] (veraltet Sâini; deutsch Scheindorf, ungarisch Szinfalu), ist ein Dorf ohne Gemeindestatus im Kreis Satu Mare in Rumänien. Es ist Teil der Gemeinde Valea Vinului.
Der Ort ist auch unter den rumänisch veralteten Bezeichnungen Sin und Săi und der ungarischen Szénfalu bekannt.

## Geographische Lage
Am nordöstlichen Rand der Ungarischen Tiefebene südlich des Someș, im historischen Stuhlbezirk Erdőd des Sathmarer Komitats, befindet sich der Ort an der Dorfstraße (drum comunal) DC 92 etwa sieben Kilometer südwestlich vom Gemeindezentrum entfernt.

## Geschichte
Das Dorf wurde als Scheindorf von angeworbenen Oberschwaben, die auf Initiative von Alexander Károlyi in diese Region kamen auf damalig ungarischem Gebiet um 1820 gegründet. Um 1820 betrug die Bevölkerungsgröße 413 katholische Personen. Durch den Friedensvertrages von Trianon gelangte das Gebiet der Sathmarer Schwaben mit Scheindorf zu Rumänien. Bis 1940 gab es ein friedliches Nebeneinander zwischen allen Bewohnern des Dorfes, welches auf über 1000 Einwohner gewachsen war.

## Bevölkerung
Die Bevölkerung des Ortes entwickelte sich wie folgt:
Seit 1880 wurde im Dorf Sâi die höchste Einwohnerzahl (1.156) – gleichzeitig die der Deutschen (794) – wurde 1941 ermittelt. Die höchste Bevölkerungszahl der Rumänen (612) wurde 1966 und die der Roma (38) 1992 registriert. Des Weiteren bekannten sich 1930 sieben als Slowaken, 2002 zwei als Ukrainer, 1966 und 1977 einer als Serbe.
Ein Großteil der schwäbischen Einwohner verließ auf Geheiß der Wehrmacht im Oktober 1944 das Dorf. Heute lebten in Sâi Rumänen, Ungarn, Roma und Rumäniendeutsche.